# 克利什那·普拉萨德·加拉加
克利什那·普拉萨德·加拉加（英語：Krishna Prasad Garaga，2000年3月15日—），印度男子羽毛球運動員。

## 選手生涯

### 2018－2019年：國際賽首冠、南亞運動會奪双金
2018年9月，克利什那·普拉萨德·加拉加與杜鲁夫·卡皮拉出戰哈爾科夫羽毛球國際賽，在男双决赛以2比0（21-19、21-16）击败德国的丹尼尔·赫斯/约翰尼斯·皮斯托留斯，夺得第一座国际赛冠军。
2019年7月，克利什那·普拉萨德·加拉加與普尔维莎·拉姆出战白夜羽毛球賽，在混双準決賽以0比2（11-21、18-21）不敌爱尔兰的山姆·马吉/克洛伊·马吉。同年12月，代表印度参加南亞運動會羽毛球比賽；在率先进行的男子团体，随队以3比1击败斯里兰卡，夺得冠军。随后，他与杜魯夫·卡皮拉在男双决赛以2比1（21-19、19-21、21-18）险胜斯里兰卡的薩欽·迪亞斯/布萬尼卡·古尼特希爾卡，成为本届赛事双冠王。

### 2021－2022年：兩度晉級世界巡迴賽決賽、湯姆斯盃奪冠
2021年，克利什那·普拉萨德·加拉加改與維什努·瓦爾丹·古德·潘賈拉。兩人在3月舉行的奧爾良羽毛球大師賽首度闖入世界巡迴賽決賽，最終以1比2（21-19、14-21、19-21）遭赛会4号种子、英格兰的本·萊恩/肖恩·文迪逆轉，未能奪冠。8月，兩人在丹麥羽毛球大師賽男双準決賽以1比2（18-21、21-5、20-22）惜败于法国的卢卡斯·科维/罗南·拉巴尔。10月，在印度羽毛球國際挑戰賽男双决赛以2比1（24-22、13-21、22-20）战胜同樣來自印度的阿倫·喬治/桑亞姆·舒克拉，夺得搭檔以來首座国际赛冠军。11月，於蘇格蘭羽毛球公開賽男双準決賽以1比2（21-17、17-21、16-21）不敌马来西亚的朱奈迪·阿里夫/穆罕默德·海卡爾。
2022年1月，克利什那·普拉萨德·加拉加/維什努·瓦爾丹·古德·潘賈拉在賽義德·莫迪羽毛球國際賽男双决赛以0比2（18-21、15-21）不敌赛会8号种子、马来西亚的万纬聪/鄭凱文，為生涯首度晉級世界巡迴賽超級300級別賽事決賽。同年5月，兩人入选湯姆斯盃印度代表隊，作為雙打戰力幫助隊伍闖入決賽；在決賽中，陣中依靠前三點——拉克什亞·森、S·蘭基雷迪/奇拉格·谢提、斯里坎特·基达姆比直落三擊敗卫冕冠军印尼，助印度奪得隊史首座湯姆斯盃冠軍，亦為賽史第六個冠軍隊伍。
湯姆斯盃結束後，他与維什努·瓦爾丹·古德·潘賈拉在馬哈拉施特拉邦羽毛球國際挑戰賽、印度羽毛球國際挑戰賽、巴林羽毛球國際挑戰賽三站賽事闖入四強，並在恰蒂斯加爾邦羽毛球國際挑戰賽晉級決賽，最終以1比2（21-17、15-21、21-23）不敌赛会3号种子、队友伊沙安·巴特納加/赛·普拉蒂克·K，赢得亚军。

### 2023－2024年
2023年2月，克利什那·普拉萨德·加拉加随队参加在杜拜举办的亞洲羽毛球混合團体錦標賽，最终赢得季军。同年7月，他与維什努·瓦爾丹·古德·潘賈拉在聖但尼羽毛球公開賽男双决赛以2比0（21-18、21-12）戰勝德国的Matthias Kicklitz/麥克斯·魏斯基申，夺得搭檔以來第二座個人国际赛冠军。11月，他改与赛·普拉蒂克·K搭檔，兩人在巴林羽毛球國際挑戰賽男双决赛以1比2（21-16、17-21、15-21）不敌日本新秀柴田一樹/山田尚輝，獲得亚军。12月，在奧迪沙羽毛球大師賽男双决赛以1比2（22-20、18-21、17-21）不敵中华台北的林秉纬/苏敬恒，再獲亚军。
2024年1月，克利什那·普拉萨德·加拉加与赛·普拉蒂克·K在伊朗羽毛球國際挑戰賽男双决赛以2比0（21-18、21-19）战胜墨西哥的约布·卡斯蒂略/L·A·M·纳瓦罗，夺得搭檔後首座国际赛冠军。同年2月，兩人在阿塞拜疆羽毛球國際賽男双準決賽以1比2（21-11、17-21、23-25）不敌捷克的翁德雷·克拉爾/亞當·曼德雷克。兩週後，他們在烏干達羽毛球國際挑戰賽男双準決賽以1比2（17-21、21-19、12-21）输给美国的邱愷翔/Joshua Yuan。

## 主要比賽成績
| 年份   | 賽事                           | 公開賽級別 | 項目     | 拍檔                      | 成績   |
| ------ | ------------------------------ | ---------- | -------- | ------------------------- | ------ |
| 2015年 | 印度羽毛球國際挑戰賽           | 國際挑戰賽 | 男子雙打 | 萨维克赛拉吉·兰基雷迪     | 準決賽 |
| 2018年 | 哈爾科夫羽毛球國際賽           | 國際挑戰賽 | 男子雙打 | 杜鲁夫·卡皮拉             | 冠軍   |
| 2019年 | 白夜羽毛球賽                   | 國際挑戰賽 | 混合雙打 | 普尔维莎·拉姆             | 準決賽 |
| 2019年 | 南亞運動會羽毛球比賽           | 其他       | 男子團體 | －                        | 金牌   |
| 2019年 | 南亞運動會羽毛球比賽           | 其他       | 男子雙打 | 杜魯夫·卡皮拉             | 金牌   |
| 2021年 | 奧爾良羽毛球大師賽             | 超級100賽  | 男子雙打 | 維什努·瓦爾丹·古德·潘賈拉 | 亞軍   |
| 2021年 | 丹麥羽毛球大師賽               | 國際挑戰賽 | 男子雙打 | 維什努·瓦爾丹·古德·潘賈拉 | 準決賽 |
| 2021年 | 印度羽毛球國際挑戰賽           | 國際挑戰賽 | 男子雙打 | 維什努·瓦爾丹·古德·潘賈拉 | 冠軍   |
| 2021年 | 蘇格蘭羽毛球公開賽             | 國際挑戰賽 | 男子雙打 | 維什努·瓦爾丹·古德·潘賈拉 | 準決賽 |
| 2022年 | 賽義德·莫迪羽毛球國際賽        | 超級300賽  | 男子雙打 | 維什努·瓦爾丹·古德·潘賈拉 | 亞軍   |
| 2022年 | 湯姆斯盃                       | 其他       | 男子團體 | －                        | 冠軍   |
| 2022年 | 馬哈拉施特拉邦羽毛球國際挑戰賽 | 國際挑戰賽 | 男子雙打 | 維什努·瓦爾丹·古德·潘賈拉 | 準決賽 |
| 2022年 | 恰蒂斯加爾邦羽毛球國際挑戰賽   | 國際挑戰賽 | 男子雙打 | 維什努·瓦爾丹·古德·潘賈拉 | 亞軍   |
| 2022年 | 印度羽毛球國際挑戰賽           | 國際挑戰賽 | 男子雙打 | 維什努·瓦爾丹·古德·潘賈拉 | 準決賽 |
| 2022年 | 巴林羽毛球國際挑戰賽           | 國際挑戰賽 | 男子雙打 | 維什努·瓦爾丹·古德·潘賈拉 | 準決賽 |
| 2023年 | 亞洲羽毛球混合團体錦標賽       | 其他       | 混合團体 | －                        | 季軍   |
| 2023年 | 聖但尼羽毛球公開賽             | 國際挑戰賽 | 男子雙打 | 維什努·瓦爾丹·古德·潘賈拉 | 冠軍   |
| 2023年 | 巴林羽毛球國際挑戰賽           | 國際挑戰賽 | 男子雙打 | 赛·普拉蒂克·K             | 亞軍   |
| 2023年 | 奧迪沙羽毛球大師賽             | 超級100賽  | 男子雙打 | 赛·普拉蒂克·K             | 亞軍   |
| 2024年 | 伊朗羽毛球國際挑戰賽           | 國際挑戰賽 | 男子雙打 | 赛·普拉蒂克·K             | 冠軍   |
| 2024年 | 阿塞拜疆羽毛球國際賽           | 國際挑戰賽 | 男子雙打 | 賽·普拉蒂克·K             | 準決賽 |
| 2024年 | 烏干達羽毛球國際挑戰賽         | 國際挑戰賽 | 男子雙打 | 賽·普拉蒂克·K             | 準決賽 |

| 2007-2017年 | 首要超級賽 | 超級賽 | 黃金大獎賽 | 大獎賽 | 國際挑戰賽 | 國際系列賽 | 未來系列賽 | 其他 |

| 2018-2026年 | 總決賽 | 超級1000賽 | 超級750賽 | 超級500賽 | 超級300賽 | 超級100賽 | 國際挑戰賽 | 國際系列賽 | 未來系列賽 | 其他 |

### 世界冠軍頭銜
克利什那·普拉萨德·加拉加在羽毛球生涯中共奪得1項羽毛球世界冠軍頭銜。
| 賽事     | 奪冠次數 | 年份               |
| -------- | -------- | ------------------ |
| 湯姆斯盃 | 1        | 2022年（男子團體） |
| 總計     | 1        |                    |

### 奧運會和世錦賽參賽紀錄
|          | 搭檔   | 2022 |
| -------- | ------ | ---- |
| 男子雙打 | 潘賈拉 | 64強 |